# شمس أل أحمد
شمس الدين سادات آل احمد (1 يوليو 1929 - 5 ديسمبر 2010) هو كاتب وباحث إيراني. درس الفلسفة والعلوم التربوية وعمل مدرسا للتربية لفترة طويلة. كان الشقيق الأصغر جلال آل احمد. توفي في 14 ديسمبر 2009.
ومن أعماله في مجال تصحيح النص نذكر "توتنيمة" أو "جواهر السمار" التي صدرت قبل 31 سنة. ومن أعمال شمس الأحمد الأخرى: "جوهرة" و "عقيقة" و "مجموعة من الحكايات القديمة" و "سير وسلوق" و "عز شيش بردار" و "حديث الثورة".

## وصلات خارجية
- صفحة شمس الأحمد على موقع القراءة الجيدة